# 보은군 (선거구)
보은군은 대한민국의 옛 국회의원 선거구이다. 당시 충청북도 보은군 지역을 관할했다.

## 역사
제헌 국회의원 선거를 앞두고 보은군 전 지역을 관할하는 선거구로 신설되었다.
제6대 국회의원 선거를 앞두고 옥천군 선거구와 통합되면서 옥천군·보은군 선거구를 이루게 되면서 폐지되었다.

## 역대 국회의원
| 선거   | 정당 | 정당       | 의원   |
| ------ | ---- | ---------- | ------ |
| 1948년 |      | 무소속     | 김교현 |
| 1950년 |      | 대한국민당 | 최면수 |
| 1954년 |      | 자유당     | 김선우 |
| 1958년 |      | 자유당     | 김선우 |
| 1960년 |      | 민주당     | 박기종 |

## 역대 선거 결과

### 대한민국 제헌 국회의원 선거
|  | 40.04% |

|  | 32.20% |

|  | 12.57% |

|  | 11.65% |

|  | 3.52% |

### 대한민국 제2대 국회의원 선거
|  | 20.31% |

|  | 15.33% |

|  | 11.66% |

|  | 11.30% |

|  | 9.00% |

|  | 8.92% |

|  | 6.14% |

|  | 5.49% |

|  | 5.41% |

|  | 3.83% |

|  | 2.55% |

### 대한민국 제3대 국회의원 선거
|  | 32.20% |

|  | 19.64% |

|  | 14.62% |

|  | 11.85% |

|  | 11.44% |

|  | 10.21% |

### 대한민국 제4대 국회의원 선거
|  | 41.50% |

|  | 32.91% |

|  | 16.91% |

|  | 8.66% |

### 대한민국 제5대 국회의원 선거
|  | 50.35% |

|  | 19.57% |

|  | 17.06% |

|  | 13.00% |